# Jonas Andersson (simmare)
Jonas Carl Andersson, född 2 juni 1984 i Stockholm, är en svensk före detta simmare.

## Biografi
Andersson tävlade för SK Neptun, var medlem i svenska landslaget 2006–2008 och var svensk rekordhållare på 100 meter bröstsim långbana.

### Utbildning
Andersson avlade ekonomie kandidatexamen vid Handelshögskolan i Stockholm och senare även ekonomie masterexamen i finansiell ekonomi vid samma högskola 2010 med masteravhandlingen Can the Endogenization of Regimes Lead to Improved Forecasting of the UIP? (med Anders Johansson).

### Simning
Vid SM i simning 2007 vann Andersson alla de individuella bröstsimsgrenarna (50 m, 100 m och 200 m).
2008 deltog han i Sommar-OS där han med knapp marginal missade sitt personbästa och kom trea i sitt heat med tiden 1.01,77, totalt slutade han som 31:a på 100 m bröstsim. 
Vid EM i simning 2008 tog Andersson bronset på 4x100 m medley tillsammans med Simon Sjödin, Lars Frölander och Stefan Nystrand. Andersson slutade med simningen 2008.